# Karel Rais
Karel Rais (ur. 14 października 1949 w Brnie) – czeski inżynier, nauczyciel akademicki i polityk, w latach 2006–2014 rektor Uniwersytetu Technicznego w Brnie (VUT), parlamentarzysta.

## Życiorys
W 1975 ukończył studia na wydziale elektrotechnicznym Uniwersytetu Technicznego w Brnie. W 1995 uzyskał dyplom MBA na Nottingham Trent University. Zawodowo związany z macierzystą uczelnią, od 2005 na stanowisku profesora zwyczajnego. Był dziekanem wydziału zarządzania (1996–2002), prorektorem VUT (2002–2006) i następnie od 2006 do 2014 rektorem tego uniwersytetu. Równocześnie od lat 90. prowadził działalność gospodarczą jako dyrektor zarządzający i współwłaściciel prywatnych przedsiębiorstw.
W 2012 bez powodzenia kandydował do Senatu z ramienia TOP 09. Zaangażował się następnie w działalność ruchu społecznego i partii politycznej ANO 2011. Z listy tego ugrupowania w 2013, 2017 i 2021 był wybierany na deputowanego do Izby Poselskiej.